# Laurent Vidal
Laurent Vidal (* 18. Februar 1984 in Sète; † 10. November 2015 in Gigean) war ein französischer Triathlet. Er war französischer Triathlonmeister (olympische Distanz) der Jahre 2009 und 2011, U-23-Meister 2006 und Olympiateilnehmer 2008 und 2012.

## Werdegang
Er gehörte der nach Draguignan an die Militärschule (Ecoles militaires de Draguignan EMD) übersiedelten Militär-Triathlon-Mannschaft (Equipe de France) an und war Caporal der französischen Armee. In Deutschland ging Vidal in der Ersten Bundesliga für das EJOT Team TV Buschhütten an den Start.
Vidal wurde bei seinem ITU-Debüt 2002 auf Anhieb Vizejunioreneuropameister. 2003 wurde er bei der Junioren-Weltmeisterschaft Vierter. Im August 2008 vertrat er Frankreich bei den Olympischen Spielen in Peking, bei denen er 36. wurde. In den neun Jahren von 2002 bis 2010 nahm Vidal an 53 ITU-Bewerben teil und erreichte dabei 25 Top-Ten-Platzierungen. 2010 eröffnete er die Saison mit der Goldmedaille bei den Ozeanien-Meisterschaften.
Bei der Europameisterschaft 2011 wurde er in Spanien Siebter, beim Weltmeisterschaftsserien-Triathlon in London und bei der Sprint-WM in Lausanne wurde er jeweils Sechster. Somit lag er zwei von drei Mal vor seinem größten französischen Konkurrenten David Hauss, der die Plätze 13, 7 und 4 belegte.
Bei zwei Weltmeisterschafts-Triathlons musste Vidal aufgeben, weil er plötzlich das Bewusstsein verloren hatte: in Kitzbühel (14. August 2010) beim Laufen und in Sydney (9. April 2011) beim Radrennen, bei dem er schwer stürzte. Die Weltmeisterschaft-Rennserie 2011 beendete er auf dem siebten Rang.
Neben den ITU-Wettbewerben nahm Laurent Vidal auch an der französischen Clubmeisterschafts-Serie Lyonnaise des Eaux teil und startete zusammen mit Emmie Charayron und Fabienne St. Louis für den Verein Lagardère Paris Racing. Dank seines sechsten Platzes beim Weltmeisterschaftsserien-Triathlon in London (7. August 2011) war er bereits fix nominiert für die Olympischen Spiele 2012 in London, bei denen er den fünften Rang belegte. Er gewann 2012 und 2013 den Alpen-Triathlon in Schliersee.
Vidal schloss ein Bachelor-Studium in Sportmanagement ab und lebte zuletzt jeweils ein halbes Jahr in Sète bzw. in Christchurch, dem neuseeländischen Heimatort seiner Partnerin Andrea Hewitt (* 1982).
Im April 2014 erlitt er beim Schwimmtraining einen Herzinfarkt und musste danach seine sportlichen Aktivitäten beenden. Im November 2015 starb er 31-jährig nach einem Herzstillstand.
Heute wird in seiner Erinnerung an der französischen Mittelmeerküste, in Sète, auf der Sprintdistanz der Triathlon Trophée Laurent Vidal ausgetragen.

## Sportliche Erfolge
| Datum/Jahr    | Rang | Wettbewerb                                     | Austragungsort     | Zeit     | Bemerkung                                                                                            |
| ------------- | ---- | ---------------------------------------------- | ------------------ | -------- | --- |
| 22. Juni 2013 | 1    | Alpen-Triathlon                                | Schliersee         | 01:43:27 | |
| 2012          | 1    | FRA Triathlon National Championships           | Saint-Cyr (Vienne) |          | |
| 8. Sep. 2012  | 1    | Alpen-Triathlon                                | Schliersee         | 02:00:39 | |
| 4. Aug. 2012  | 5    | Olympische Sommerspiele 2012                   | London             | 01:47:21 | |
| 27. Mai 2012  | 11   | ITU World Championship Series 2012             | Madrid             | 01:54:36 | |
| 14. Apr. 2012 | 3    | ITU World Championship Series 2012             | Sydney             | 01:51:15 | Dritter beim Auftaktrennen                                                                           |
| 12. Feb. 2012 | 1    | ITU Premium Oceania Cup Sprint                 | Geelong            | 00:55:19 | 0,75 km Schwimmen, 20 km Radfahren und 5 km Laufen                                                   |
| 2011          | 1    | FRA Triathlon National Championships           | Villiers-sur-Loir  |          | |
| 11. Sep. 2011 | 5    | ITU World Championship Series 2011             | Peking             | 01:48:24 | |
| 6. Aug. 2011  | 6    | ITU World Championship Series 2011             | London             | 01:51:27 | |
| 3. Juli 2011  | 2    | Alpen-Triathlon                                | Schliersee         |          | Zweiter hinter dem Briten Will Clarke                                                                |
| 24. Juni 2011 | 7    | ETU Triathlon European Championships           | Pontevedra         | 01:50:53 | als bester Franzose bei der Europameisterschaft                                                      |
| 18. Juni 2011 | 6    | ITU World Championship Series 2011             | Kitzbühel          | 01:53:13 | |
| 25. Juli 2010 | 12   | ITU World Championship Series 2010             | London             | 01:43:14 | beim 5. Rennen der Serie                                                                             |
| 4. Juli 2010  | 5    | ETU Triathlon European Championships           | Athlone            | 01:45:40 | Europameisterschaft auf der olympischen Distanz                                                      |
| 13. März 2010 | 1    | OTU Triathlon Oceania Championships            | Wellington         | 01:53:09 | Sieger vor dem Neuseeländer Kris Gemmell – neben seiner Partnerin Andrea Hewitt bei den Frauen       |
| 2009          | 1    | FRA Triathlon National Championships           | Belfort            |          | |
| 23. Aug. 2009 | 4    | ITU World Championship Series 2009             | Yokohama           | 01:45:04 | im 7. Rennen der Saison                                                                              |
| 16. Aug. 2009 | 5    | ITU World Championship Series 2009             | London             | 01:42:16 | 6. Rennen der Saison                                                                                 |
| 12. Juli 2009 | 3    | ITU World Championship Series 2009             | Kitzbühel          | 01:43:24 | [ 7 ]                                                                                                |
| 2. Juli 2009  | 26   | ETU Triathlon European Championships           | Rijssen-Holten     | 01:47:43 | Europameisterschaft auf der Olympischen Distanz (1,5 km Schwimmen, 40 km Radfahren und 10 km Laufen) |
| 19. Aug. 2008 | 36   | Olympische Sommerspiele 2008                   | Peking             | 01:53:02 | |
| 5. Juni 2008  | 16   | ITU Triathlon World Championships              | Vancouver          | 01:50:59 | Triathlon-Weltmeisterschaft (Kurzdistanz)                                                            |
| 30. Aug. 2007 | 28   | ITU Triathlon World Championships              | Hamburg            | 01:45:34 | Triathlon-Weltmeisterschaft (Kurzdistanz)                                                            |
| 17. Juli 2005 | 37   | ETU Triathlon European Championship U23        | Sofia              | 02:01:03 | U23-Europameisterschaft                                                                              |
| 9. Mai 2004   | 7    | ITU Triathlon World Championship U23           | Madeira            | 01:45:31 | U23-Triathlon-Weltmeisterschaft                                                                      |
| 6. Dez. 2003  | 4    | ITU Triathlon World Championship Junior Men    | Queenstown         | 01:01:50 | Junioren-Weltmeisterschaft (750 m Schwimmen, 20,9 km Radfahren und 5,4 km Laufen)                    |
| 21. Juni 2003 | 14   | ETU Triathlon European Championship Junior Men | Karlsbad           | 01:03:45 | Junioren-Europameisterschaft                                                                         |
| 9. Nov. 2002  | 19   | ITU Triathlon World Championship Junior Men    | Cancún             | 00:57:01 | Junioren-Weltmeisterschaft                                                                           |
| 6. Juli 2002  | 2    | ETU Triathlon European Championship Junior Men | Győr               | 01:02:11 | Vizejunioreneuropameister auf der olympischen Distanz.                                               |

(DNF – Did Not Finish)